# 阿科博河
阿科博河（Akobo River）位於蘇丹和埃塞俄比亞接壤的邊境，從發源地埃塞俄比亞高地向西流經434公里（270英哩）進入皮博爾河。在1952年至1954年期間，120個礦工在阿科博河開發金礦，平均每日出產1.66克。